# Corydalis shanginii
Corydalis shanginii là một loài thực vật có hoa trong họ Anh túc. Loài này được (Pall.) B.Fedtsch. mô tả khoa học đầu tiên năm 1904.